# Radiovittaria stipitata
Radiovittaria stipitata là một loài thực vật có mạch trong họ Pteridaceae. Loài này được (Kunze) E.H. Crane miêu tả khoa học đầu tiên năm 1997.